# Schistochlamys
A Schistochlamys a madarak osztályának verébalakúak (Passeriformes) rendjébe és a tangarafélék (Thraupidae) családjába tartozó nem.

## Rendszerezésük
A nemet Heinrich Gottlieb Ludwig Reichenbach német botanikus és ornitológus írta le 1850-ben, jelenleg az alábbi 2 faj tartozik ide:
- álarcos tangara (Schistochlamys melanopis)
- Schistochlamys ruficapillus

## Előfordulásuk
Dél-Amerika területén honosak. A természetes élőhelyük szubtrópusi és trópusi erdők, szavannák és cserjések. Állandó, nem vonuló fajok.

## Megjelenésük
Testhosszuk 16-18 centiméter körüli.

## Életmódjuk
Rovarokkal, gyümölcsökkel, bogyókkal és magvakkal táplálkoznak.